# Paraproto gabrieli
Paraproto gabrieli is een vlokreeftensoort uit de familie van de Caprellidae. De wetenschappelijke naam van de soort is voor het eerst geldig gepubliceerd in 1914 door Stebbing.